# Veniano
Veniano (Veniáán o Veniàn in dialetto comasco, AFI: /veˈnjaŋ/) è un comune italiano di 3 125 abitanti della provincia di Como in Lombardia.

## Storia
Il nome Veniano deriva probabilmente dal latino Vetenianum, cioè luogo coltivato a vigne, oppure dall'etrusco Vetemmia.
Inserita nel Contado del Seprio, nel XIII secolo la località era nota come Vetennianum.
Anticamente il territorio era controllato dallo Stato della Chiesa: l'antico borgo infatti presentava un monastero (presente nella storica via Monterubiano) alle dipendenze del sopracitato Stato, i cui monaci gestivano l'economia agricola locale.
Nel 1346 Vetegnano risulta far parte delle località che, all'interno della pieve di Appiano, erano incaricate della manutenzione della strada cosiddetta "de Bolà".
Ai tempi del Ducato di Milano, dopo che gli Sforza conquistarono il territorio, Veniano venne suddivisa in poche ed estese proprietà: la signoria del borgo passò attraverso molte famiglie, tra cui i Del Rio Noriega (1650), fino ai Litta Rusca (1739) e agli Imbonati, nobili del Milanese.
Nel 1644 Veniano risulta essere composto da due comuni: Veniano Inferiore e Veniano Superiore. Poco oltre la metà del Settecento entrambe le comunità risultano sempre far parte del feudo della famiglia Rusca e inserite all'interno della pieve di Appiano.  Nel 1757 le due comunità risultano costituire un'unica entità comunale, che con l'attivazione delle province della Lombardia austriaca seguì il destino della pieve appianese, venendo inserita nel 1786 nella Provincia di Gallarate e cinque anni più tardi spostata in quella di Milano.
Veniano fu incluso nella Provincia di Como per la prima volta da Napoleone nel 1801, ripensando un originario progetto volto a includerlo nella Provincia di Varese.
Il comune fu annesso tra il 1809 e il 1815 a Guanzate.
Veniano, che ai tempi del Regno Lombardo-Veneto era ancora noto con la dicitura "Veniano Inferiore e Superiore" (con la seconda frazione della prima), divenne poi frazione di Appiano nel 1927, durante il fascismo. Nel 1950 il comune si separò da Appiano Gentile, con le due comunità di Veniano Inferiore e Superiore riunite nel comune autonomo di Veniano.

### Simboli
Lo stemma e il gonfalone del Comune di Veniano sono stati concessi con decreto del presidente della Repubblica del 14 luglio 1975.
(D.P.R. del 14 luglio 1975)
La partizione dello scudo divide i simboli delle due frazioni che compongono il paese: Superiore e Inferiore. Nella parte alta la corona è il simbolo della concessione di queste terre, compresi i territori di Turate e di Mozzate, da parte di Liutprando, re dei Longobardi, al monastero di San Pietro in Ciel d'Oro di Pavia; la fascia ondeggiante rappresenta il torrente Antiga che lambisce il territorio comunale; le api sono il simbolo dell'attività industriale. Nella seconda parte l'albero e la vite rampicante sul suo tronco rappresentano le attività agricole che costituivano la maggiore risorsa economica del paese e il parco della Pineta; la catena montuosa raffigura le Alpi, visibili da tutto il territorio.
Il gonfalone è un drappo troncato di bianco e di azzurro.

## Geografia antropica

### Frazioni
Il comune di Veniano si trova in posizione collinare e da gran parte del suo territorio è possibile godere di un ampio panorama dell'arco alpino.
Si divide in due frazioni principali, i cui abitati sono oggi contigui: Veniano Superiore e Veniano Inferiore.

#### Veniano Superiore
Il borgo nasce attorno all'antica chiesa di San Fermo, poi dedicata a San Lorenzo, e alla sua piazza.
In posizione centrale rispetto ai due borghi è situata Villa Carcano, risalente ai primi dell'Ottocento, progettata dall'architetto Frigerio e oggi sede del municipio.

Sul luogo in cui anticamente sorgeva una cappella dedicata a Santa Cristina insiste oggi una piccola chiesa, all'interno del complesso della Casa della Gioventù.

#### Veniano Inferiore
La borgata nasce attorno al nucleo antico delle corti di via Risorgimento, vicino alla Piazza Sant'Antonio dove si trova la chiesa parrocchiale di Sant'Antonio abate, risalente al 1500; al suo interno conserva preziosi quadri di Isidoro Bianchi e Bartoli da Trieste.
Ai margini dall'abitato si trovano altri due luoghi di culto: la chiesa di Santa Maria del Carmine (di origine incerta ma precedente al 1200), a navata unica, conserva al suo interno dei pregevoli affreschi di un pittore sconosciuto datati al 1312 e una pala d'altare ritraente la Beata Vergine del Carmine con ai suoi piedi le anime del purgatorio; tale chiesa è stata parrocchia fino alla metà del Seicento quando San Carlo Borromeo collocò la parrocchia in Sant'Antonio.
L'altro edificio religioso si trova vicino all'area industriale del paese, è dedicato alla Madonna di Loreto e dai venianesi viene chiamato Chiesolo (in dialetto Gèsiöö); risale al 1300 e nell'interno a navata unica conserva alcuni dipinti oggi deteriorati a causa della forte umidità presente. Anche l'antica statua della Madonnina di Loreto è conservata presso la parrocchia.
Attorno alle prime case di questo antico borgo si costruirono due palazzi storici:
- Palazzo Carcano,[16] che era di proprietà della Famiglia di Paolo Carcano, ministro di Stato, oggi abitazione privata.
- Villa Canali, costruita attorno al 1800, era di proprietà della famiglia Canali di Milano. A Veniano è ricordata la figura della benefattrice Daria, che molto aiutò tutto il popolo venianese con sussidi per infermi e malati, per i più poveri del paese e due vedove (secondo lo statuto organico dell'opera pia Canali nel Comune di Veniano). La donna morì il 10 novembre del 1865 a 65 anni. Il comune di Veniano le dedicò la via che ancora oggi passa davanti alla sua dimora.

#### Altre frazioni
L'altra piccola frazione, separata da una zona verde ove scorre il torrente Antiga, è la Cascina Somigliana; da essa si accede alla località Pinetina, situata al confine tra i territori di Appiano Gentile e Veniano, dove un tempo sorgeva la cascina Gessaga di proprietà della famiglia di Paolo Carcano. Vi sono inoltre altre piccole frazioni come la Cascina Monterubiano e le Riviere di Mezzo tra Appiano e Veniano.

## Monumenti e luoghi d'interesse

### Architetture religiose

#### Chiesa di Sant'Antonio Abate

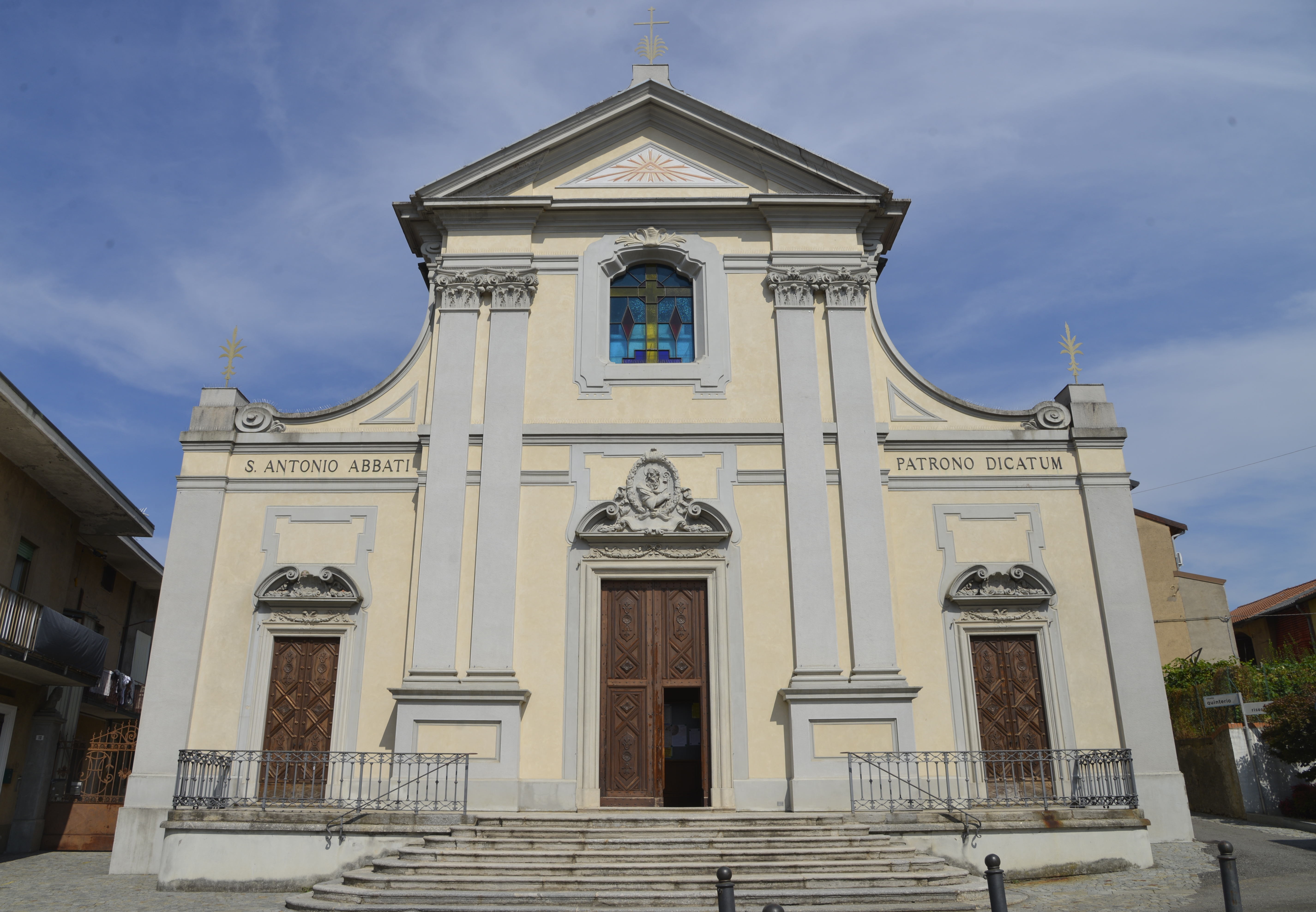
Chiesa di Sant'Antonio Abate

La chiesa di Sant'Antonio abate, risalente ai primi del Cinquecento, era originariamente un piccolo oratorio situato nel centro di Veniano Inferiore; con la trasformazione in chiesa parrocchiale avvenuta nel 1583, dopo la visita di San Carlo Borromeo, subì numerosi ingrandimenti fino alla pianta attuale di tre navate con la facciata rinnovata nel 1956 a cura dell'architetto Frigerio.
Esternamente, si presenta con una facciata neoclassica. All'interno, che si compone di tre navate, la navata sinistra è dedicata alla B.V. del Rosario con una statua della Madonna posta sopra l'altare risalente al 1904; la navata centrale con l'altare maggiore e l'ambone di Giovanni Battista Calligari del 1897; infine la navata destra edificata nel 1884 ospita l'altare con la statua di Sant'Antonio Abate. Nella stessa navata sono presenti due importanti quadri: quello del battesimo di Gesù, opera di Bellasio di Mendrisio, e la deposizione dalla croce con san Carlo e sant'Antonio Abate di Isidoro Bianchi (eseguita come prima pala di Altare nel 1687).

#### Chiesa del Carmine

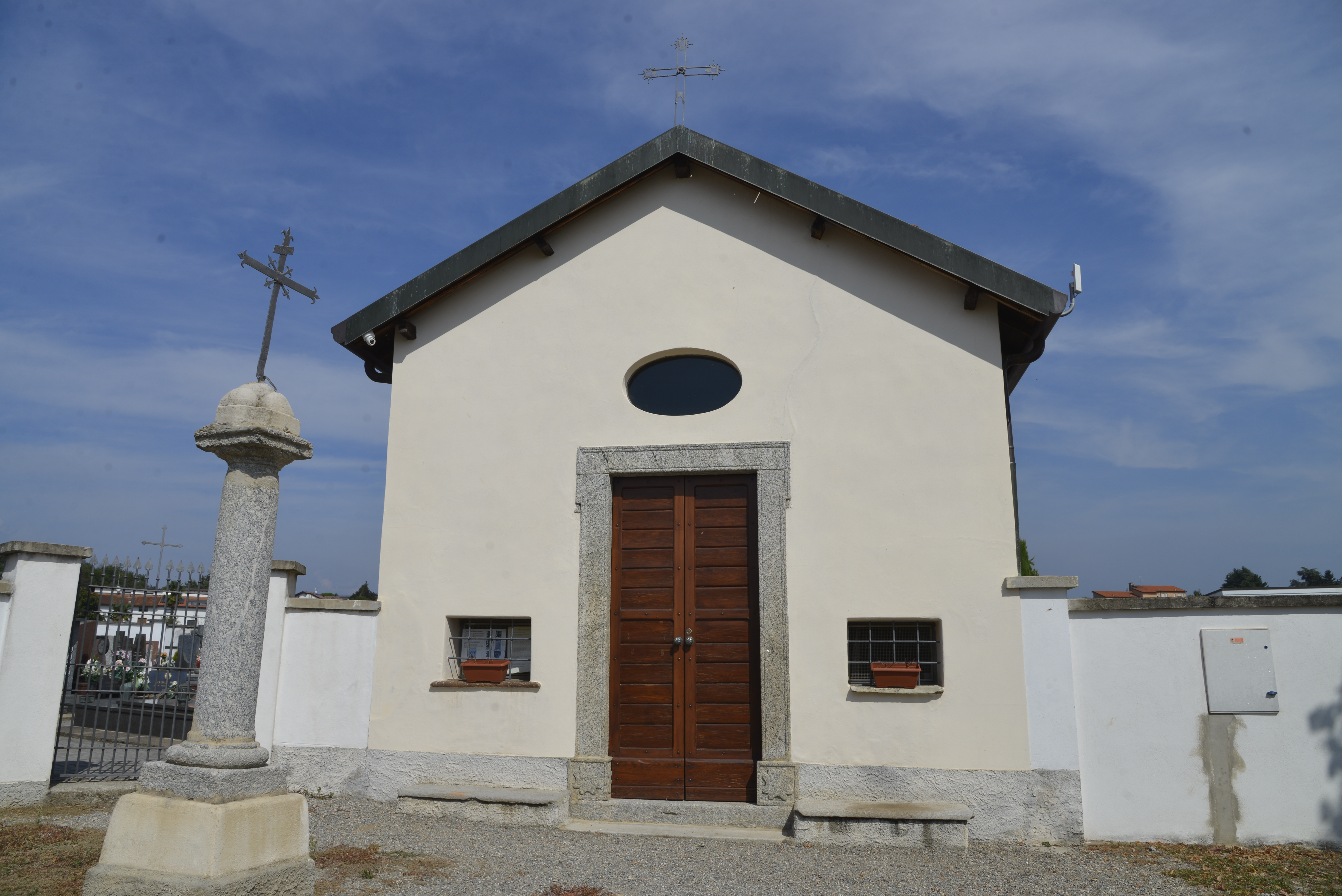
Chiesa di S.M. del Carmine

La Chiesa di Santa Maria del Carmine, di origine molto antiche, sorta intorno all'anno 1000 come piccola cappella su una delle principali vie che collegava Milano con la Svizzera; i primi dati storici risalgono al 1289, nel 1312 venne affrescato l'interno e anche l'esterno da un pittore con varie scene tra quali l'esposizione del Santissimo Sacramento e la Vergine con il Bambino. Rimangono ancora coperti dall'intonaco il rimanente ciclo di affreschi riportati alla luce nel restauro avvenuto nel 1978.
Nel 1528 la chiesa di Santa Maria divenne la prima parrocchiale del paese di Veniano, rango che mantenne fino al 1601, quando in seguito alla visita di San Carlo Borromeo fu stabilita la sede parrocchiale nella chiesa di sant'Antonio. Da allora non ha subito cambiamenti strutturali rimanendo a navata unica come descritta da san Carlo nel 1588.

#### Chiesa di San Lorenzo

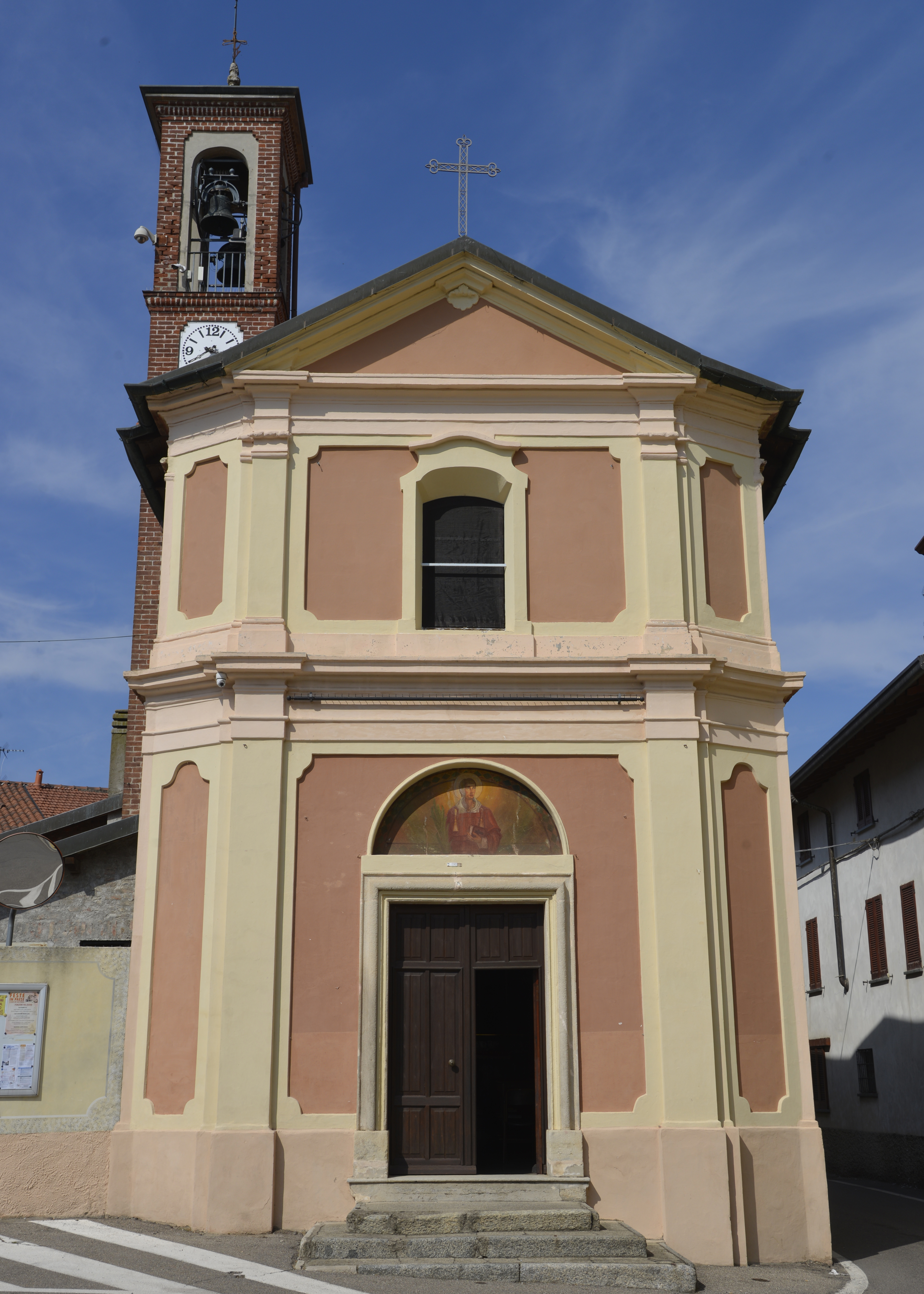
Chiesa di San Lorenzo

La Chiesa di San Lorenzo risale al XVI secolo: le sue prime notizie storiche risalgono infatti al 1569, anno in cui è descritta come una piccola cappella dedicata a San Fermo. Fino al 1649 rimase nel territorio della parrocchia di Appiano, venne ingrandita nell'Ottocento. Al suo interno, a navata unica, presenta numerosi affreschi e una pala d'altare ritraente il martirio di San Lorenzo; fino al 1935 vi era conservato un quadro ritraente Sant'Eurosia, poi scomparso.

#### Chiesolo
A Veniano Inferiore, nei pressi della zona industriale e al limitare del bosco del Parco della Pineta di Appiano Gentile e Tradate, si trova il cosiddetto Chiesolo, cappella del 1300 dedicata alla Madonna di Loreto.

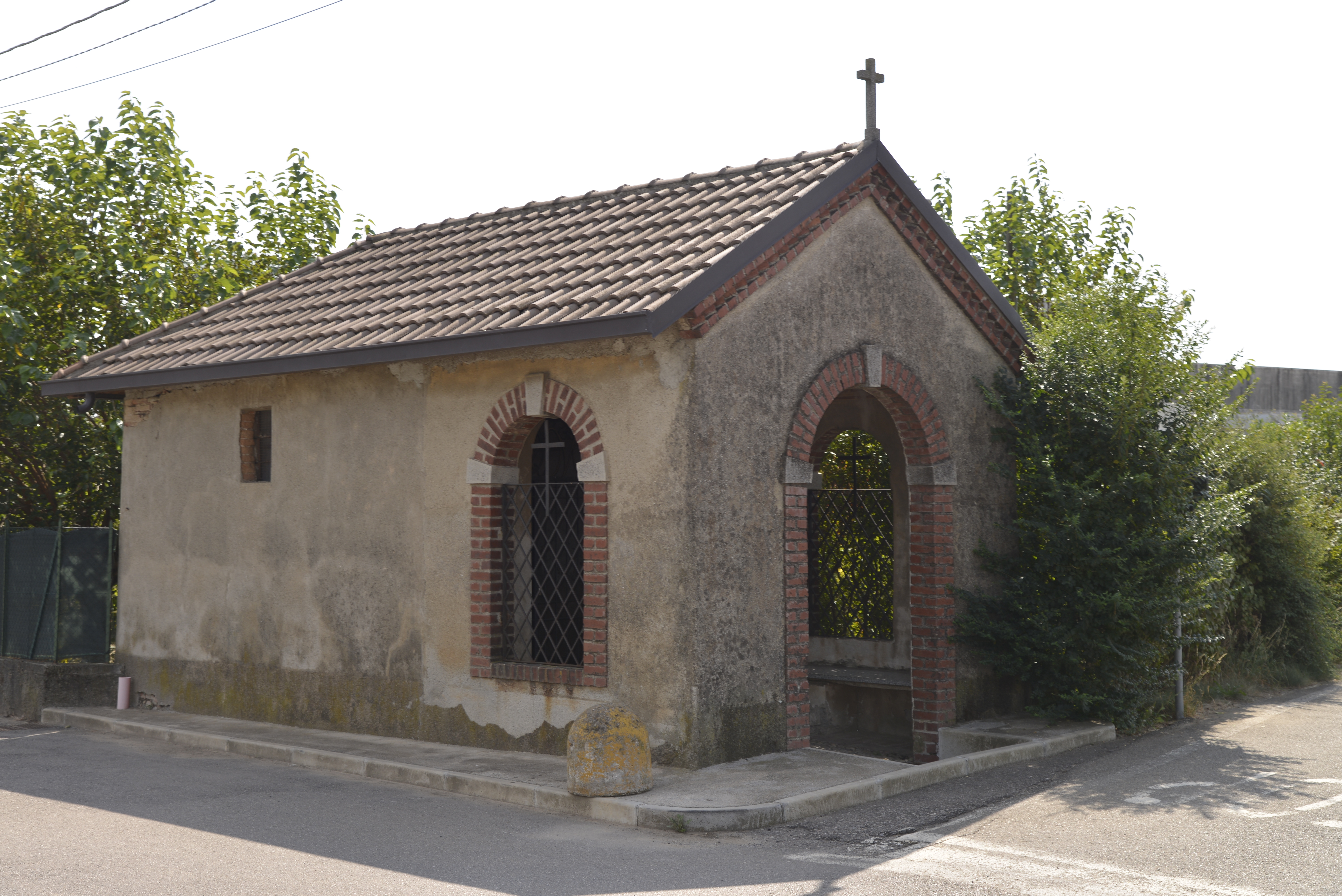
Cappella di S.M. di Loreto

#### Altre architetture religiose
- Cappella muraria della Madonna di Lourdes

### Architetture civili
- Villa Carcano (XIX secolo)[21], attuale sede comunale[4] immersa in un parco.

## Società

### Evoluzione demografica

#### Demografia pre-unitaria
- 148 (a monte) + 254 (a valle) nel 1751
- 353 nel 1771
- 380 nel 1799
- 401 nel 1805
- annessione a Guanzate nel 1809
- 610 nel 1853

(Fonte: lombardiabeniculturali)

#### Demografia post-unitaria
- annessione ad Appiano nel 1927

Abitanti censiti

## Cultura

### Eventi
Le festività patronali religiose sono due come le frazioni:
- Sant'Antonio abate si svolge la terza domenica del mese di gennaio, con la processione e il falò dedicato al santo.
- San Lorenzo si svolge il 10 agosto con la celebrazione della S. Messa con il rito del Faro e i giochi popolari.

Nella stagione estiva, le sagre "Giugno Venianese" e "Sagra Venianese" in luglio organizzate dal Corpo Musicale Venianese e dall'associazione Pro Loco Veniano.

## Infrastrutture e trasporti
Attraversata dalla viabilità provinciale, fra il 1910 e il 1934 la località era servita da due fermate poste lungo la Tranvia Como-Appiano Gentile-Mozzate denominate Veniano Superiore e Veniano Inferiore.

## Sport

### Calcio
La principale squadra di calcio del comune è l'A.S.D. C.D.G. Veniano 1984 che milita nel girone A lombardo di 1ª Categoria. È stata fondata nel 1984. I colori sociali sono l'azzurro e il rosso.

### Esplicative
1. ↑  Per il dialetto comasco si utilizza l'ortografia ticinese, introdotta a partire dal 1969 dall'associazione culturale Famiglia Comasca nei vocabolari, nei documenti e nella produzione letteraria.

### Bibliografiche
1. 1 2   Bilancio demografico mensile anno 2025 (dati provvisori), su demo.istat.it, ISTAT.
2. ↑   Classificazione sismica (XLS), su rischi.protezionecivile.gov.it.
3. ↑   Tabella dei gradi/giorno dei Comuni italiani raggruppati per Regione e Provincia (PDF), in Legge 26 agosto 1993, n. 412, allegato A, Agenzia nazionale per le nuove tecnologie, l'energia e lo sviluppo economico sostenibile, 1º marzo 2011,  p. 151. URL consultato il 25 aprile 2012 (archiviato dall'url originale il 1º gennaio 2017).
4. 1 2 3  Borghese, p. 442.
5. 1 2   Comune di Veniano, sec. XIV - sec. XVII – Istituzioni storiche – Lombardia Beni Culturali, su lombardiabeniculturali.it. URL consultato il 22 maggio 2020.
6. 1 2   Comune di Veniano Inferiore, sec. XVII - 1757 – Istituzioni storiche – Lombardia Beni Culturali, su lombardiabeniculturali.it. URL consultato il 22 maggio 2020.
7. 1 2   Comune di Veniano Superiore, sec. XVII - 1757 – Istituzioni storiche – Lombardia Beni Culturali, su lombardiabeniculturali.it. URL consultato il 22 maggio 2020.
8. ↑   Comune di Veniano Superiore e Inferiore, 1757 - 1797 – Istituzioni storiche – Lombardia Beni Culturali, su lombardiabeniculturali.it. URL consultato il 22 maggio 2020.
9. 1 2   Comune di Veniano Superiore e Inferiore, 1798 - 1815 – Istituzioni storiche – Lombardia Beni Culturali, su lombardiabeniculturali.it. URL consultato il 22 maggio 2020.
10. ↑   Comune di Veniano Superiore e Inferiore, 1816 - 1859 – Istituzioni storiche – Lombardia Beni Culturali, su lombardiabeniculturali.it. URL consultato il 22 maggio 2020.
11. ↑   Comune di Veniano, 1859 - 1927 – Istituzioni storiche – Lombardia Beni Culturali, su lombardiabeniculturali.it. URL consultato il 22 maggio 2020.
12. ↑  Sito istituzionale del Comune di Veniano: http://www.comune.veniano.co.it/c013238/zf/index.php/servizi-aggiuntivi/index/index/idtesto/7
13. ↑   Comune di Veniano, 1950 - [1971] – Istituzioni storiche – Lombardia Beni Culturali, su lombardiabeniculturali.it. URL consultato il 22 maggio 2020.
14. ↑   Veniano già Appiano Gentile, DPR 1975-07-14, concessione di stemma e gonfalone, su dati.acs.beniculturali.it. URL consultato il 19 febbraio 2021.
15. ↑   Veniano, su Stemmi dei Comuni della Provincia di Como. URL consultato il 4 ottobre 2021.
16. ↑   Villa Carcano - complesso, Via Nazione Italiana, 2 - Veniano (CO) – Architetture – Lombardia Beni Culturali, su lombardiabeniculturali.it. URL consultato il 22 maggio 2020.
17. ↑   Chiesa di S. Antonio - complesso, Piazza Sant'Antonio - Veniano (CO) – Architetture – Lombardia Beni Culturali, su lombardiabeniculturali.it. URL consultato il 22 maggio 2020.
18. ↑   Chiesa di S. Maria, Via Santa Maria - Veniano (CO) – Architetture – Lombardia Beni Culturali, su lombardiabeniculturali.it. URL consultato il 22 maggio 2020.
19. ↑   Chiesa di S. Lorenzo, Piazza San Lorenzo - Veniano (CO) – Architetture – Lombardia Beni Culturali, su lombardiabeniculturali.it. URL consultato il 22 maggio 2020.
20. ↑   Comune di Veniano, su veniano.halleyegov.it. URL consultato il 12 dicembre 2024.
21. ↑   Villa Carcano - complesso, Via Nazione Italiana, 2 - Veniano (CO) – Architetture – Lombardia Beni Culturali, su lombardiabeniculturali.it. URL consultato l'8 aprile 2021.
22. ↑  Dati tratti da:
  -  Popolazione residente dei comuni. Censimenti dal 1861 al 1991 (PDF), su ebiblio.istat.it, ISTAT.
  -  Popolazione residente per territorio – serie storica, su esploradati.censimentopopolazione.istat.it.
Nota bene: il dato del 2021 si riferisce al dato del censimento permanente al 31 dicembre di quell'anno.
23. ↑  Francesco Ogliari, Como nella scienza e nei trasporti, TIBB, Edizione speciale fuori commercio, Milano, novembre 1987.